# 乃美賢勝
乃美 賢勝（のみ かたかつ）は、戦国時代の武将。竹原小早川氏の家臣だが、独立領主的な性格も有した乃美氏の当主。父は乃美慶俊。子に小早川隆景の重臣である乃美宗勝や乃美元信などがいる。

## 生涯
竹原小早川氏の重臣・乃美慶俊の子として生まれたとされる。後世に作成された乃美氏の系図類では、浦元安の養子となって浦氏を継承したが、浦氏を名乗らず乃美氏を名乗のったとしている。
永正4年（1507年）から始まる前将軍・足利義尹（足利義稙）を奉じた大内義興の上洛に従い、永正8年（1511年）8月24日の船岡山合戦で戦功を挙げ、同年9月13日に大内義興の感状と杉興宣の奉書を与えられる。
船岡山合戦の時の賢勝は「小太郎」を称しており、天文5年（1536年）11月30日に大内義隆から安芸国頭崎への出陣の労をねぎらう書状を受けた際には父・慶俊と同様に「備前守」を称していることから、賢勝の家督相続時期は永正8年（1511年）から天文5年（1536年）の間と考えられている。なお、賢勝が家督を相続した後も、父・慶俊が奉行職や周防国山口における夫役負担を担う一方で、大内氏が展開する各地での軍事行動には賢勝が参加している。
天文20年（1551年）の大寧寺の変で大内義隆が陶隆房（陶晴賢）に討たれ、天文22年（1553年）に陶晴賢が対立する石見国三本松城の吉見正頼を攻撃すると、賢勝は陶晴賢に従って出陣したが、同年11月13日に長門国野坂において吉見軍に敗れ、賢勝の郎従である世良源左衛門尉が口の左側に矢傷を受けている。
天文23年（1554年）3月3日に長門国賀年城を攻め落とした際には楊井若狭守を討ち取ったが、賢勝が左脚に矢傷を受け、郎従の戸嶋源五郎が左手の甲に切傷を、僕従の孫右衛門が右肩に投石による傷を受けている。
また、同年3月から始まる三本松城の戦いにも引き続き参加したが、同年7月3日に三本松城西側の喜汁口における戦いで先述の郎従・世良源左衛門が左足に矢傷を受け、8月2日には三本松城の固屋口を攻めていた賢勝が左脚に矢傷を受けている。
以上の吉見氏攻めにおける一連の戦いについて、賢勝は同年9月20日に陶晴賢に軍忠状を提出し、同年10月23日に大内義長から糸永加賀守先知行の安芸国賀茂郡東西条仁賀田村20貫800文余、勝屋衆跡の賀茂郡福本の内の6貫800文足、三永の内の3貫文足などを与える旨の下文を与えられ、同年11月18日には晴賢から、大内義長に賢勝の軍忠状を披露して判を受けたことを伝え、より一層の戦功を挙げることが肝要であるという旨の書状を受け取っている。
しかし、天文23年（1554年）5月12日には安芸国の毛利元就が大内氏と断交し（防芸引分）、乃美氏が属する小早川氏当主・小早川隆景も同年9月に安芸国能美島へ出陣して大内氏に属する能美氏を打ち破っており、賢勝が陶晴賢に軍忠状を提出した時期には既に小早川氏も陶晴賢と対立状態にあった。また、毛利氏と大内氏の断交後も大内氏に味方した能美氏、多賀谷氏、呉衆といった海洋領主層は乃美氏と親密な関係にあったことから、賢勝に対しても小早川隆景から離反して大内氏に味方するよう働きかけがあった。乃美氏は隆景の宿老的地位にある一方で、独立領主的な性格も有しており、陶晴賢への軍忠状提出からはこの時期の賢勝も動向に迷っていたことが窺える。
最終的に乃美氏は一体となって毛利氏に味方し、天文24年（1555年）の厳島の戦いにおける毛利方の水軍の中核を担って勝利に貢献した。しかし、この年以降は賢勝の動向が見られなくなっており、大内氏からの離反に伴い、賢勝に代わって嫡男の宗勝が乃美氏の軍事的権限も掌握したと考えられている。
没年は不詳。